# Kanton Montmartin-sur-Mer
Kanton Montmartin-sur-Mer (francouzsky Canton de Montmartin-sur-Mer) byl francouzský kanton v departementu Manche v regionu Dolní Normandie. Tvořilo ho 12 obcí. Zrušen byl po reformě kantonů 2014.

## Obce kantonu
- Annoville
- Contrières
- Hauteville-sur-Mer
- Hérenguerville
- Hyenville
- Lingreville
- Montchaton
- Montmartin-sur-Mer
- Orval
- Quettreville-sur-Sienne
- Regnéville-sur-Mer
- Trelly